# اینگلیس (فلوریدا)
اینگلیس (به انگلیسی: Inglis) شهرکی در شهرستان لوی ایالت فلوریدا است که در سال ۱۹۵۶ بنیان‌گذاری شده‌است. این شهرک طبق سرشماری سال ۲۰۱۶ میلادی، ۱٬۳۱۷ نفر جمعیت داشته.